# キーテスビル (ミズーリ州)
キーテスビル（英: Keytesville）は、アメリカ合衆国のミズーリ州にある町。人口は2000年国勢調査時で533人。チャリトン郡の郡庁所在地である。

## 地理
ブランズウィックの東16km、モバーリーの西48kmに位置し、国道24号線（旧 ルイス・アンド・クラーク・トレイル）が通る。国勢調査局によると総面積は1.8平方キロ（0.7平方マイル）で、その全域が陸地である。

## 人口動態
2000年の国勢調査時点で、この町には533人、253世帯、129家族が暮らしている。人口密度は1平方キロあたり294.0人で、平方マイルに換算すると764.8人となる。住居数は295軒で、1平方キロに平均162.7軒（1平方マイルあたりでは423.3軒）が建っていることになる。住民のうち白人は95.31%、アフリカ系は3.94%、その他の人種は0.19%、混血は0.56%、ヒスパニック（ラテン系）は0.19%を占める。
253世帯のうち22.5%は18歳未満の子どもと暮らしており、40.7%は夫婦で生活している。7.1%は未婚の女性が世帯主であり、49.0%は家族以外の住人と同居している。45.5%が独り身世帯で、27.7%を独居老人の世帯が占める。1世帯あたりの平均構成人数は2.07人、家庭の平均構成人数は2.96人である。
住民のうち21.8%が18歳未満の未成年、7.3%が18歳以上24歳以下、23.3%が25歳以上44歳以下、21.4%が45歳以上64歳以下、26.3%が65歳以上となっており、平均年齢は44歳である。女性100人に対して男性が88.3人いる一方、18歳以上の女性100人に対しては80.5人いる。
一世帯あたりの平均収入は2万5000米ドル、家族ごとでは3万5568米ドルである。男性の平均収入は2万5156米ドル、女性の平均収入は1万6071米ドルで、労働者でない人々も含めた住民一人当たりの収入は1万4699米ドルとなる。総人口の16.4%、家族の10.9%、18歳未満の子どもの12.4%、および65歳以上の高齢者の17.0%は貧困線以下の収入で生計を立てている。

## 出身有名人
- マクスウェル・D・テイラー - 元陸軍将校、外交官
- スターリング・プライス - 元州知事、南軍将軍
- カル・ハバード - プロフットボール殿堂